# Tarra White
Martina Mrakviová (* 19. listopadu 1987, Ostrava, Československo) je česká pornoherečka nejčastěji známá jako Tarra White, vystupuje i pod dalšími jmény (viz infobox).
S natáčením pornofilmů začala v roce 2005. Od května 2008 působila v Red News, jako moderátorka erotických zpráv webu TV Nova a stanice Fanda. Koncem roku 2013 měla natočeno více než 500 filmů. Počátkem prosince 2013 jí vyšla kniha Porno a já.
Objevila se v malé roli ve filmu Její tělo:
Měla jsem tam takzvaný štěk. Stála jsem tam někde u krbu a povídala jsem si s producentem a pak jsem byla na závěrečné party, což diváci samo sebou uvidí, ale že bych tam vysloveně vystupovala, nebo vyloženě hrála, to ne.